# Station Sylvia Park
Sylvia Park is een spoorwegstation in de Nieuw-Zeelandse stad Auckland. Het station wordt bediend door de Oostelijke Lijn.
Het eerste station werd geopend in 1930. Dat station werd in 1983 gesloten. In juli 2007 werd er een nieuw station geopend naast het gelijknamige winkelcentrum.
Sinds augustus 2014 is het spoor er geëlektrificeerd. In 2023 was het station geruime tijd gesloten wegens verbouwingen aan het spoor. Dit was in voorbereiding op de opening van de City Rail Link, een spoortunnel onder het centrum van Auckland.

## Bediening
De volgende trein stopt op station Sylvia Park:
| Serie           | Treinsoort                           | Route                                                 | Bijzonderheden                                                                                            |
| --------------- | ------------------------------------ | ----------------------------------------------------- | --- |
| Oostelijke Lijn | Voorstadspoorweg (Auckland One Rail) | Waitematā – Panmure – Sylvia Park – Ōtāhuhu – Manukau | Rijdt iedere twintig minuten. Rijdt in de spits iedere tien minuten. Rijdt 's avonds eens in het halfuur. |